# Farol Mole Norte de Porto Santo
Der Farol Mole Norte de Porto Santo ist einer von zwei Leuchttürmen bzw. Molenfeuern, die im portugiesischen Madeira-Archipel an der Südküste der Insel Porto Santo die Einfahrt zum Hafen Porto Santo kennzeichnen.

## Lage und Beschreibung

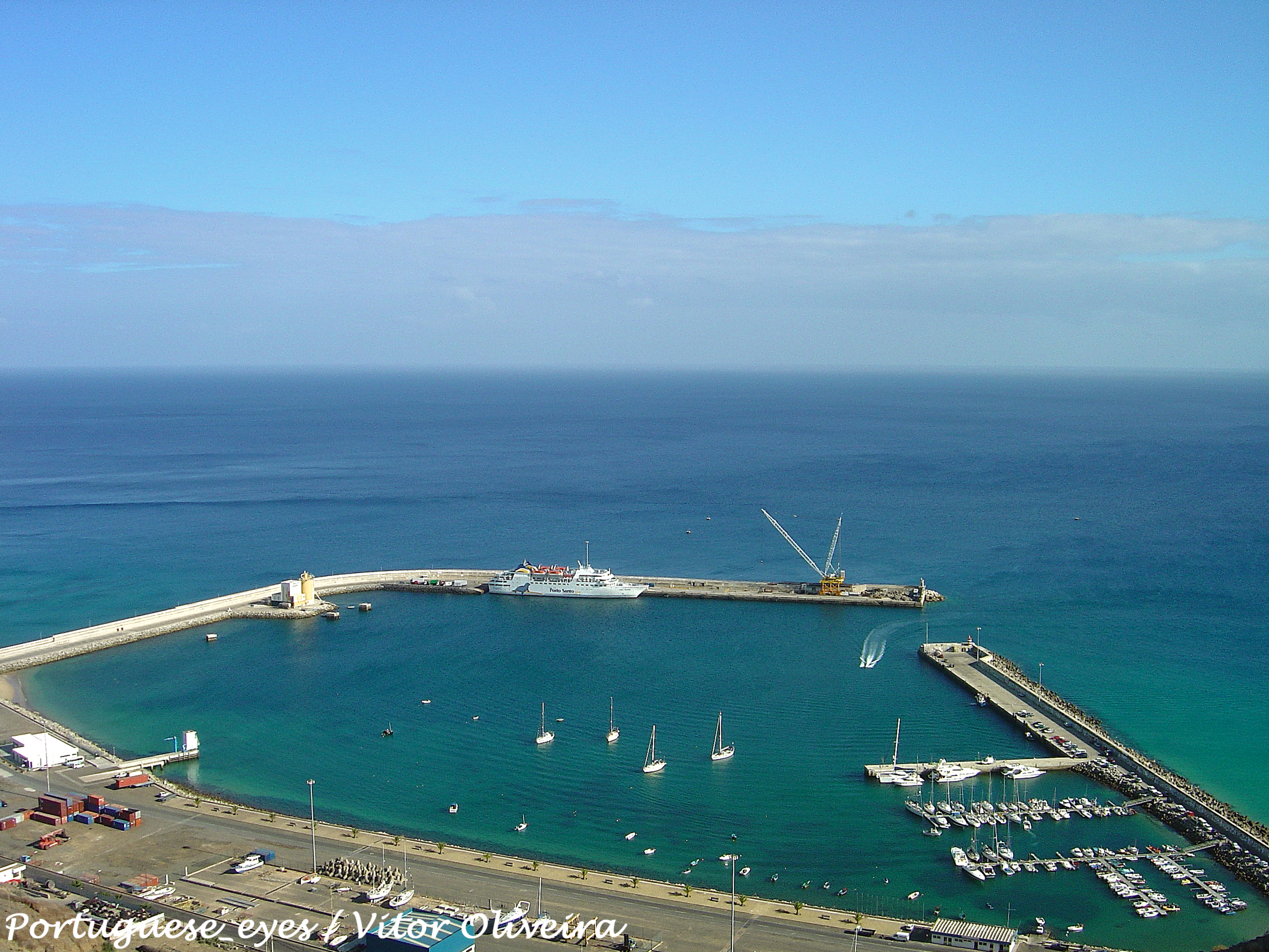
Hafen Porto Santo mit beiden Leuchtfeuern an den Molenköpfen

Nach Eröffnung Hafens Porto Santo ersetzten die beiden 1988 gebauten Leuchttürme und Molenfeuer an der Hafeneinfahrt die bisherigen Leuchtfeuer an der Südküste der Insel.
Der Leuchtturm an der Spitze der Nordmole steht in einer Höhe von etwa neun Metern. Der kleine runde Turm selbst in vier Meter hoch, auf deren Spitze sich eine kleine Galerie mit der Laterne befindet. Der Turm ist wie in Europa bei an Backbord liegenden Molenfeuern üblich rot-weiß gestrichen – im Gegensatz zum grün-weißen Anstrich bei den an Steuerbord liegenden Befeuerungen. Der Turm selbst ist nicht zugänglich.
Das Leuchtfeuer ist unter der internationalen Nummer D-2757.2 registriert und befindet sich in einer Höhe von 13 Metern. Die Kennung besteht aus einem einzelnen roten Blitz, der alle vier Sekunden wiederholt wird. Die Reichweite beträgt rund sieben Seemeilen (ca. 13 Kilometer).

## Geschichte
Bereits vor dem Bau des Hafens Porto Santo gab es im Hauptort Vila Baleira Leuchtfeuer. Der erste Leuchtturm in Vila Baleira wurde am 6. Januar 1932 in Betrieb genommen und hieß Farol do Porto do Cima. Es war ein kleiner runder Turm, auf dem das Leuchtfeuer in einer Höhe von fünf Metern angebracht war. Er trug eine Optik achter Ordnung, die ein festes weißes Licht ausstrahlte. Das Leuchtfeuer war vor allem für die lokalen Fischer von Bedeutung.
Nach dem Zweiten Weltkrieg wurde das Leuchtfeuer ersetzt. Das neue Leuchtfeuer wurde am 2. Januar 1956 in Betrieb genommen und befand sich an zwei Seiten des Postamtes von Vila Baleira. Beide Lampen trugen eine Optik sechster Ordnung und hießen Porto Santo Anterior bzw. Porto Santo Postorior. Das vordere Licht befand sich sechs Meter über dem Boden, das hintere 48 Meter. Beide waren ölbefeuert und strahlten ein festes rotes Licht über 6 Meilen (ca. 11 Kilometer) aus. 1981 wurden sie elektrifiziert.